# Francisco Grimaldi
Francisco Grimaldi (Francesco il Malizia "el malicioso") fue el líder de los güelfos que capturó la Roca de Mónaco en la noche del 8 de enero de 1297.

## Biografía
Hijo de Guillermo Grimaldi y de Jacobina.
Disfrazado como un fraile franciscano, Francisco fue saludado a las puertas de la fortaleza de Mónaco, sólo entonces asaltaron el castillo con su primo Raniero I, Señor de Cagnes con un grupo de hombres detrás de ellos. El evento es conmemorado en el escudo de armas de Mónaco, donde los tenantes son dos frailes armados con espadas. Retuvo la ciudadela de Mónaco cuatro años y finalmente fue expulsado.
Casado en 1295 con Aurelia del Carretto, el matrimonio no tuvo hijos. Después de su muerte, en 1309, fue sucedido por su primo (e hijastro), Raniero I de Mónaco, señor de Cagnes.
Los descendientes de su primo, la dinastía Grimaldi, permanecen gobernando hasta la actualidad Mónaco, con Alberto II, cabeza de la Dinastía Grimaldi.
| Predecesor: No tuvo | Soberano de Mónaco (junto con Raniero I de Cagnes) 1297 - 1301 | Sucesor: Gaspar I |